# Palmer, Iowa
Palmer är en ort i Pocahontas County i delstaten Iowa, USA.